# Тулатон, Чайтават
Чайтават Тулатон (тайск. ชัยธวัช ตุลาธน; также известный как Том (тайск. ต๋อม); род. 15 октября 1978, Сонгкхла, Таиланд) — таиландский политический деятель, член Палаты представителей Таиланда, председатель партии «Движение вперёд» и лидер оппозиции Таиланда.

## Биография

### Ранние годы
Чайтават учился в школе Хатьяйвиттаялай и школе Триам Удом Сукса, в последней из которых он был одноклассником Танаторна Джангрунгруанкита. В последствии изучал экологическую инженерию в Университете Чулалонгкорна, был лидером Студенческой федерации Таиланда в 1998–1999 годах и основателем левого политического журнала «Same Sky Books».

### Политическая карьера
Чайтават Тулатон был редактором издательства «Fah Diaw» с 2003 по 2018 год, после чего занялся политикой вместе со своим одноклассником Танаторном Джангрунгруанкитом. Он занимал должность заместителя генерального секретаря «Партии будущего», пока та не была распущена. Затем он перешел в партию «Движение вперёд» и занял там пост генерального секретаря.
На парламентских выборах в 2023 году он баллотировался в качестве кандидата в депутаты вторым по партийному списку. В ходе голосования партия «Движение вперёд» заняла первое место, получив поддержку 38% избирателей, а Чайтават был избран членом Палаты представителей. После выборов сыграл важную роль в качестве представителя партии в попытке сформировать правительство. Однако после того, как коалиция под руководством «Движения вперёд» потерпела неудачу в формировании правительства (она располагала большинством в палате, но была заблокирована военными), партия перешла в оппозицию. 19 июля лидеру партии Пите Лимджароенрату Конституционным судом было приказано приостановить исполнение обязанностей члена Палаты представителей. В связи с этим уже 15 сентября Пита объявил о своей отставке с поста лидера партии, чтобы освободить место для нового лидера, который, исполняя обязанности в качестве члена Палаты представителей, сможет занять пост лидера оппозиции. 23 сентября состоялось внеочередное общее собрание партии для избрания нового исполнительного комитета и председателя. Собрание решило избрать Чайтавата новым лидером (330 голосов за, 5 проголосовали против и 3 воздержались).
6 ноября 2023 года кандидатура Чайтавата Тулатона, как председателя крупнейшей парламентской партии, не входящей в правительство, была направлена Королю на утверждение в качестве лидера оппозиции Таиланда. 17 декабря Тулатон был официально назначен на должность лидера оппозиции.
7 августа 2024 года Конституционный суд Таиланда постановил, что партия «Движение вперёд» должна быть распущена на том основании, что предвыборное обещание партии внести поправки в статью о защите чести и достоинства королевской семьи якобы имело целью подорвать монархию. Суд также запретил Чайтавату Тулатону и другим лидерам партии заниматься любой политической деятельностью сроком на 10 лет.